# Federazione di hockey su ghiaccio dell'Islanda
La Federazione islandese di hockey su ghiaccio (isl. Íshokkísamband Íslands, ÍHÍ) è un'organizzazione fondata per governare la pratica dell'hockey su ghiaccio in Islanda.
Ha aderito all'International Ice Hockey Federation il 6 maggio 1992.